# Савин, Юрий Семёнович
Ю́рий Семёнович Са́вин (род. 22 сентября 1953, Рязанская область) — разливщик стали Новолипецкого металлургического комбината, Липецкая область. Герой Труда Российской Федерации (2015). Заслуженный металлург Российской Федерации.

## Биография
Родился в селе Берёзовка Данковского района Рязанской (ныне Липецкой) области.
Указом Президента Российской Федерации № 214 от 28 апреля 2015 года удостоен звания Героя Труда Российской Федерации за особые трудовые заслуги перед государством и народом. 1 мая 2015 года медаль «Герой Труда Российской Федерации» вручена в Кремле Президентом России Владимиром Путиным.
Перед выходом на пенсию работал в конвертерном цехе № 1 Новолипецкого металлургического комбината.
В настоящее время - пенсионер. 

## Награды
- Герой Труда Российской Федерации (28 апреля 2015 года)[1];
- Орден Почёта;
- Орден Трудовой Славы III степени.